# Bathyraja irrasa
Bathyraja irrasa е вид хрущялна риба от семейство Arhynchobatidae. Видът е почти застрашен от изчезване.

## Разпространение и местообитание
Разпространен е във Френски южни и антарктически територии (Кергелен).
Среща се на дълбочина от 190 до 1218 m, при температура на водата от 1,5 до 2,3 °C и соленост 34,1 – 34,6 ‰.

## Описание
На дължина достигат до 1,2 m.